# فيكتور هوبكينز
فيكتور هوبكينز (بالإنجليزية: Victor Hopkins)‏ هو دراج أمريكي، ولد في 19 يوليو 1904 في سيدار رابيدز في الولايات المتحدة، وتوفي في 8 ديسمبر 1969 في نوتلي ‏ في الولايات المتحدة.

## وصلات خارجية
- فيكتور هوبكينز على موقع أرشيف الدراجات (الإنجليزية)
- فيكتور هوبكينز على موقع إحصائيات الدراجات الإحترافية (الإنجليزية)
- فيكتور هوبكينز على موقع أوليمبيديا (الإنجليزية)